# 西康省委黨校舊址
西康省委黨校舊址位於四川省雅安市雨城區，文物遺址年代判定為1953年。2012年7月16日公佈為四川省文物保護單位。西康省委黨校i日址位於四川省雅安市雨城區友誼路58號，始建於1952年，竣工於1953年，同年成立西康省委黨校；1955年9月，西康省撤銷後併入四川省，在原址上成立四川省委初級黨校。1963年成立四川省檔案館；1986年四川省檔案館遷往成都後，1987年成立四川省檔案校。該建築平面佈局呈品字形，以中軸線對稱左右分佈，平面規整，為歇山頂，青瓦屋面，總占地面積2819.84平方米。西院方向90。，為兩層磚木結構仿蘇式風格建築，建築通高14米，面闊62.4米，進深20.5米，占地面積為1279.2平方米；東院方向270。，為兩層磚木結構仿蘇式風格建築，建築通高17米，面闊62.4米，進深20.5米，占地面積為1279.2平方米；南院方向0。，為一層磚木結構仿蘇式風格建築，建築通高5.8米，面闊30.4米，進深8.6米，占地面積261平方米。該建築現為四川省檔案校學生宿舍。西康省委黨校舊址是當地保存較好的仿蘇式建築，為西康省時期建築的研究提供了實物資料。